# つぶれかかった右眼のために
つぶれかかった右眼のために (つぶれかかった みぎめ のために) は、1968年の短編映画。松本俊夫監督と脚本。町田恵子と工藤充製作。